# Giovanni Ludovico di Wallmoden-Gimborn
Giovanni Ludovico di Wallmoden-Gimborn, in tedesco Johann Ludwig von Wallmoden-Gimborn, nella memorialistica spesso ricordato come Walmoden (Hannover, 22 aprile 1736 – Hannover, 10 ottobre 1811), è stato un generale inglese, conte Imperiale, che guidò l'esercito dell'Principato di Hannover al fianco del Regno Unito in due sfortunate campagne militari. Noto collezionista, fu padre di Ludovico Walmoden, generale dell'Impero austriaco nel corso delle prime guerre del Risorgimento italiano.

## Origini

### Figlio illegittimo del re d'inghilterra
Figlio naturale di Giorgio II, sovrano del Regno Unito e della sua amante, contessa Amalie von Wallmoden (1704−1765), più tardi gratificata del titolo di Contessa di Yarmouth. Il marito di lei, conte Adam Gottlieb von Wallmoden (1704−1752), venne tacitato con il pagamento di 1'000 ducati e garantì il proprio riconoscimento ufficiale al neonato nato dalla relazione extraconiugale del sovrano. Quattro anni più tardi, nel 1740, il matrimonio venne, comunque, interrotto.
Con la morte, il 20 novembre 1737, della consorte ufficiale di Giorgio II, la regina Carolina, l'allora primo ministro Robert Walpole sostenne il desiderio de suo sovrano di far venire Amelia Sofia in Inghilterra, dal Principato di Hannover, dove si trovava.
Qui, essa assunse il posto di 'amante ufficiale' (allora anche una espressione ufficiosa, in francese, maîtresse en titre) del monarca. Questi, comunque, aveva avuto modo di intrattenersi con una tale Lady Deloraine, una cortigiana giudicata di grande loquacità ma scarsa intelligenza.

### Educazione
Il giovane Giovanni Ludovico crebbe, quindi, presso la corte di San Giacomo, nell'omonimo palazzo ed in quello di Kensington. Quale figlio naturale del sovrano in carica, ebbe accesso ad una istruzione completa e ebbe l'opportunità di compiere, secondo l'uso dell'epoca, il suo Grand Tour sino in Italia. Qui cominciò la sua carriera di collezionista, acquistando un gran numero di statue in marmo, busti e rilievi.

## Ritorno nei possedimenti paterni dell'Hannover

### Un "esilio" dorato
Rientrato dall'Italia, egli venne destinato a trasferirsi nel Principato di Hannover: alla corte di San Giacomo si dovette aver stabilito di farne una sorta di 'viceré' della casa di Hannover, fedele per sangue e per necessità. Ma abbastanza lontano da non provocare scandali e rivalità.
Il Principato di Hannover, era, all'epoca, retto dallo stesso re d'Inghilterra Giorgio III, nipote del Wallmoden-Gimborn in quanto figlio del defunto Federico di Hannover, a sua volta fratellastro del Wallmoden-Gimborn.
Il nipote non gli lesinò occasioni per mostrare le proprie qualità di nobiluomo. Prese subito servizio presso l'esercito di Principato di Hannover e, presto, assunse il titolo di maggior generale.
Né gli mancarono i mezzi finanziari: nel 1768 acquistò alcuni poderi recentemente costruiti nelle aree alluvionali del fiume Leine (il fiume di Hannover), bonificate nei decenni precedenti, riunendole in una proprietà ribattezzata 'I giardini di Wallmoden' (in tedesco Wallmodengarten). Da essi ebbero origine i famosi Herrenhäuser Gärten, ovvero i grandi giardini del principe di Hannover, ancor oggi esistenti. Lì nei pressi, nel 1780-82, fece erigere il Georgenpalais, che, anni più tardi, avrebbe accolto le sue ormai celebri collezioni.

### Matrimoni con la nobiltà tedesca
Qui sposò, in prime nozze, il 18 aprile 1766 in Hannover, Carlotta Cristiana Augusta Guglielmina von Wangenheim (1740−1783), dalla quale ebbe cinque figli:
- Ernst Georg August (1767−1792)
- Ludwig (1769−1862), che diverrà generale di cavalleria dell'Impero austriaco e si distinguerà nella guerra austro-napoletana del 1815 e nella Invasione della Toscana del 1849 (spesso ricordato nella memorialistica italiana come 'generale Walmoden', con una sola elle)
- Giorgina Carlotta Augusta (1770−1859)
- Guglielmina Maddalena Federica (1772−1819), nel 1793 sposa del cavaliere Heinrich Friedrich Karl von Stein
- Federica Eleonora Giuliana (1776−1826), sposa di Ludwig Friedrich conte von Kielmansegg e madre di Eduard von Kielmansegg

Morta la prima moglie, sposò, in seconde nozze, il 3 agosto 1788 a Bückeburg, la baronessina Luisa Cristiana von Liechtenstein (1763−1809), figlia del cavaliere Friedrich Karl von Lichtenstein e di Carlotta Ernestina von Berckefeld, dalla quale ebbe tre figli:
- Carlo Augusto Ludovico (1792−1883), membro del 'consiglio segreto' e 'tenente-feldmaresciallo' dell'Impero austriaco.
- Adolfo Francesco Giacomo Guglielmo (1794−1825)
- Luisa Enrichetta (1796−1851)

### Cooptazione nell'ambito della nobiltà tedesca
Tali incarichi non sopperirono, però, alle necessità di nobilitazione del figlio naturale di Giorgio II, che non potevano essere soddisfatte dall'Inghilterra, in quanto lì permaneva una tacita conventio ad excludendum, che non aveva permesso di gratificarlo con un titolo degno dei suoi natali. Per esempio, ancora nel 1851, a margine del racconto delle sue sfortunate gesta belliche, lo si indicava come nobile di Hannover, che taluni dicono strettamente, sebbene illegittimamente, legato per sangue alla famiglia reale inglese.
Per la fortuna di Giovanni Ludovico, essa venne sopperita da una decisa cooptazione, da parte della nobiltà tedesca:
- nel 1782 il quarto principe di Schwarzenberg, Giovanni I lo nominò 'conte di Gimborn', in Vestfalia.
- il 17 gennaio 1783, l'imperatore Giuseppe II lo convocò a Vienna ove lo innalzò a 'Conte dell'Impero', con il nome di Wallmoden-Gimborn e conseguenti insegne, nonché diritto a sedere nel 'collegio imperiale dei nobili' della Vestfalia.
- alla morte di Filippo II di Schaumburg-Lippe, signore delle contee di Lippe-Alverdissen e Schaumburg-Lippe, avvenuta il 3 febbraio 1787, il Wallmoden-Gimborn divenne tutore, accanto alla vedova, principessa Giuliana von Hessen-Philippsthal, del figlio ed erede Giorgio Guglielmo (1784−1860).
- negli anni dal 1790 al 1811 il Wallmoden-Gimborn fu socio onorario della Accademia Prussiana dell'Arte di Berlino.

## Alla guida dell'esercito di Hannover

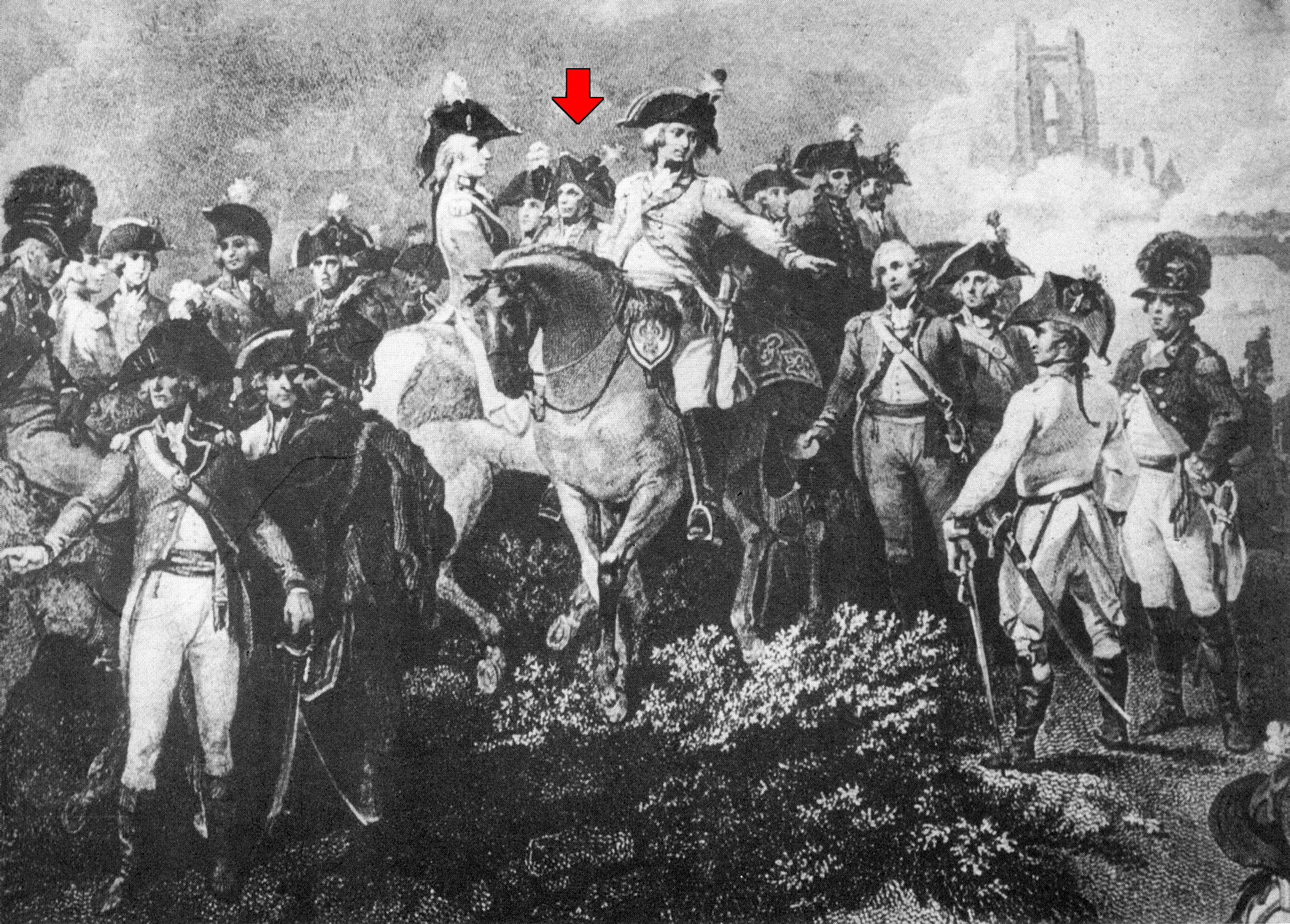
Dettaglio del dipinto La presa di Valencienne, il 25 luglio 1793, opera del P. I. de Loutherbourg.

### La campagna dei Paesi Bassi (1793-1795)
Tale cooptazione non fu certo di ostacolo alla sua ascesa a comandante dell'esercito del Principato di Hannover, uno stato i cui soldati erano ormai abituati a combattere al fianco delle truppe inglesi, come era avvenuto nel corso della intera guerra d'indipendenza americana.
Nel biennio 1793-95 egli guidò le truppe del Principato di Hannover, mobilitate a sostegno di un corpo di spedizione britannico affidato al di lui nipote di sangue duca di York, nel corso della prima coalizione contro gli eserciti della Francia rivoluzionaria, nei Paesi Bassi austriaci. La sfortunata campagna si concluse con l'invasione delle Province Unite, terminata dal generale Pichegru il 19 gennaio 1795 con l'occupazione di Amsterdam. Nel dicembre precedente, il duca di York, rimpatriò in Inghilterra, lasciando il comando al Wallmoden-Gimborn.
Complessivamente, egli diede prova di un coraggio personale oltre ogni dubbio, ma, in qualità di comandante militare, egli non fu esente da critiche: la avanzata finale del Pichegru, infatti, avvenne in pieno inverno, profittando delle temperature particolarmente rigide, che avevano gelato numerosi dei corsi d'acqua che costituivano le naturali barriere alla marcia verso nord. Si disse che Wallmoden-Gimborn era totalmente impreparato ad una simile iniziativa e si aspettava, anzi, che gli invasori si attenessero alla tradizione di sostare gli eserciti sino a primavera: in ogni caso, aveva diviso la propria (insufficiente) truppa in diversi accantonamenti e scarsamente sorvegliato i punti di passaggio. Tanto che, appena il Pichegru passò il fiume Waal gelato, egli fu in grado unicamente di opporre 8'000 al comando del generale Dundas, i quali respinsero un primo tentativo, ma nulla poterono contro la massa di 200'000 francesi che il Pichegru mosse due giorni dopo. Dalché il Wallmoden-Gimborn poté solo affrettarsi a ripiegare i propri reparti sul porto di Deventer, ove si imbarcarono per l'Inghilterra.

### La campagna di Hannover (1803)
Divenuto comandante supremo dell'esercito del Principato di Hannover, egli propose una radicale riorganizzazione dell'armata e finanche di passare il comando al giovane duca di Cambridge figlio di Giorgio III, sul posto sin dal 1791.
I nodi vennero al pettine a seguito degli eventi seguiti al Pace di Amiens del 25 marzo 1802, che aveva temporaneamente ristabilito la pace fra Gran Bretagna e Napoleone. Le speranze durarono lo spazio di soli 14 mesi e, già il 16 maggio 1803, una fregata britannica attaccava un convoglio francese nella Manica, dando inizio ad un conflitto che avrebbe avuto termine solo nel 1814, con la caduta di Parigi (per tacer di Waterloo).
Probabilmente, il primo ministro britannico Addington aveva in mente di condurre una guerra principalmente navale. Ma tale strategia lasciava scoperto il destino del piccolo Principato di Hannover, unica provincia del continente europeo in guerra con Napoleone: come prevedibile esso venne investito da un (piccolo) corpo d'armata agli ordini del futuro maresciallo Mortier, il quale impose al Wallmoden-Gimborn la firma, il 5 luglio 1803, della Capitolazione di Artlenburg, che, sino al tardo 1813, segnò il destino dei possedimenti sul continente della famiglia di Hannover.
Tali eventi segnarono, definitivamente, la memoria del Wallmoden-Gimborn quale comandante militare, benché egli potesse, a buon diritto, ricordare di essere stato colto di sorpresa dalla inattesa invasione, ed a capo di un esercito impreparato ed in parte segnato da grave indisciplina, con, in soprannumero, vaghe istruzioni dal governo di Addington, che, faute de mieux, aveva suggerito una 'attitudine passiva'. Mentre è abbastanza chiaro che il destino del Principato fosse stato sacrificato a profitto della grande politica marittima della potenza britannica.

## Esito
Alla sua morte, il 10 ottobre 1811, la collezione di sculture e libri antichi (quest'ultima forte di oltre 8'000 pezzi) del Wallmoden-Gimborn venne acquisita dal nipote di sangue Giorgio III del Regno Unito. La collezione, tuttavia, rimase nei possedimenti tedeschi della famiglia di Hannover. E, dal 1979, è esposta presso l'istituto di archeologia della Georg-August-Universität di Gottinga.

## Ascendenza
|                                           |                            |                                             | Genitori                                              |  |  | Nonni |  |  | Bisnonni                                 |  |  | Trisnonni                         |  |
|                                           |                            |                                             |                                                       |  |  |       |  |  | 8. Ernesto Augusto di Brunswick-Lüneburg |  |  | 16. Giorgio di Brunswick-Lüneburg |  |
|                                           |                            |                                             |                                                       |  |  |       |  |  | 8. Ernesto Augusto di Brunswick-Lüneburg |  |  | 16. Giorgio di Brunswick-Lüneburg |  |
|                                           |                            | 17. Anna Eleonora d'Assia-Darmstadt         |                                                       |  |  |       |  |  | 8. Ernesto Augusto di Brunswick-Lüneburg |  |  |                                   |  |
| 4. Giorgio I di Gran Bretagna             |                            |                                             |                                                       |  |  |       |  |  | 8. Ernesto Augusto di Brunswick-Lüneburg |  |  |                                   |  |
|                                           |                            | 9. Sofia del Palatinato                     | 18. Federico V del Palatinato                         |  |  |       |  |  |                                          |  |  |                                   |  |
|                                           |                            | 9. Sofia del Palatinato                     | 18. Federico V del Palatinato                         |  |  |       |  |  |                                          |  |  |                                   |  |
|                                           |                            | 9. Sofia del Palatinato                     | 19. Elisabetta Stuart                                 |  |  |       |  |  |                                          |  |  |                                   |  |
| 2. Giorgio II di Gran Bretagna            |                            | 9. Sofia del Palatinato                     |                                                       |  |  |       |  |  |                                          |  |  |                                   |  |
|                                           |                            | 10. Giorgio Guglielmo di Brunswick-Lüneburg | 20. Giorgio di Brunswick-Lüneburg (= 16)              |  |  |       |  |  |                                          |  |  |                                   |  |
|                                           |                            | 10. Giorgio Guglielmo di Brunswick-Lüneburg | 20. Giorgio di Brunswick-Lüneburg (= 16)              |  |  |       |  |  |                                          |  |  |                                   |  |
|                                           |                            | 10. Giorgio Guglielmo di Brunswick-Lüneburg | 21. Anna Eleonora d'Assia-Darmstadt (= 17)            |  |  |       |  |  |                                          |  |  |                                   |  |
| 5. Sofia Dorotea di Celle                 |                            | 10. Giorgio Guglielmo di Brunswick-Lüneburg |                                                       |  |  |       |  |  |                                          |  |  |                                   |  |
|                                           |                            | 11. Éléonore d'Esmier d'Olbreuse            | 22. Alexandre d'Esmier d'Olbreuse                     |  |  |       |  |  |                                          |  |  |                                   |  |
|                                           |                            | 11. Éléonore d'Esmier d'Olbreuse            | 22. Alexandre d'Esmier d'Olbreuse                     |  |  |       |  |  |                                          |  |  |                                   |  |
|                                           |                            | 11. Éléonore d'Esmier d'Olbreuse            | 23. Jacquette Poussard du Bas-Vandré et de Saint-Marc |  |  |       |  |  |                                          |  |  |                                   |  |
| 1. Giovanni Ludovico di Wallmoden-Gimborn |                            | 11. Éléonore d'Esmier d'Olbreuse            |                                                       |  |  |       |  |  |                                          |  |  |                                   |  |
|                                           | 12. Kaspar Ernst von Wendt | 24. Kaspar von Wendt                        |                                                       |  |  |       |  |  |                                          |  |  |                                   |  |
|                                           | 12. Kaspar Ernst von Wendt | 24. Kaspar von Wendt                        |                                                       |  |  |       |  |  |                                          |  |  |                                   |  |
|                                           | 12. Kaspar Ernst von Wendt | 25. Anna Johanna von Griesheim              |                                                       |  |  |       |  |  |                                          |  |  |                                   |  |
| 6. Johann Franz Dietrich von Wendt        | 12. Kaspar Ernst von Wendt |                                             |                                                       |  |  |       |  |  |                                          |  |  |                                   |  |
|                                           |                            | 13. Anna Elisabeth von Friesenhausen        | 26. Johann von Friesenhausen                          |  |  |       |  |  |                                          |  |  |                                   |  |
|                                           |                            | 13. Anna Elisabeth von Friesenhausen        | 26. Johann von Friesenhausen                          |  |  |       |  |  |                                          |  |  |                                   |  |
|                                           |                            | 13. Anna Elisabeth von Friesenhausen        | 27. Katharina Anna Elisabeth von Klepping             |  |  |       |  |  |                                          |  |  |                                   |  |
| 3. Amalie von Wallmoden                   |                            | 13. Anna Elisabeth von Friesenhausen        |                                                       |  |  |       |  |  |                                          |  |  |                                   |  |
|                                           |                            | 14. Johann von dem Bussche                  | 28. Philipp Sigesmund von dem Bussche                 |  |  |       |  |  |                                          |  |  |                                   |  |
|                                           |                            | 14. Johann von dem Bussche                  | 28. Philipp Sigesmund von dem Bussche                 |  |  |       |  |  |                                          |  |  |                                   |  |
|                                           |                            | 14. Johann von dem Bussche                  | 29. Catharina Elisabeth von Wrede zu Uhlenburg        |  |  |       |  |  |                                          |  |  |                                   |  |
| 7. Friderike Charlotte von dem Busche     |                            | 14. Johann von dem Bussche                  |                                                       |  |  |       |  |  |                                          |  |  |                                   |  |
|                                           |                            | 15. Catharina Maria von Meysenbug           | 30. Georg Philipp von Meysenbug                       |  |  |       |  |  |                                          |  |  |                                   |  |
|                                           |                            | 15. Catharina Maria von Meysenbug           | 30. Georg Philipp von Meysenbug                       |  |  |       |  |  |                                          |  |  |                                   |  |
|                                           |                            | 15. Catharina Maria von Meysenbug           | 31. Anna Elisabeth von Meysenbug                      |  |  |       |  |  |                                          |  |  |                                   |  |
|                                           |                            | 15. Catharina Maria von Meysenbug           |                                                       |  |  |       |  |  |                                          |  |  |                                   |  |